# Taygeta (gwiazda)
Taygeta – gwiazda potrójna w gromadzie otwartej Plejad (M45) w gwiazdozbiorze Byka. Położona w odległości 409 lat świetlnych od Ziemi. Oznaczenie Flamsteeda tej gwiazdy to 19 Tauri.

## Nazwa
Gwiazda ta nosi tradycyjną nazwę Taygeta, wywodzącą się z mitologii greckiej. Mityczna Tajgete była jedną z Plejad i matką króla Sparty, Lakedajmona. Grupa robocza Międzynarodowej Unii Astronomicznej do spraw uporządkowania nazewnictwa gwiazd zatwierdziła użycie nazwy Taygeta dla określenia tej gwiazdy.

## Charakterystyka
Główny składnik układu, Taygeta A, to błękitno-biały podolbrzym typu widmowego B o obserwowanej wielkości gwiazdowej równej 4,30m. Jest to gwiazda spektroskopowo podwójna, której dwa składniki mają jasność odpowiednio 4,6m oraz 6,1m. Składniki te oddalone są o 0,012 sekundy kątowej i obiegają się wzajemnie co 1313 dni (ok. 3,6 roku). Wokół tego podwójnego układu krąży w odległości około 69 sekund kątowych jeszcze jedna mniejsza gwiazda Taygeta B, której jasność szacowana jest na +8,1m, zapewne typu widmowego F0. Jeżeli rzeczywiście jest fizycznie związana z centralną parą, co jest wątpliwe we względnie gęstej gromadzie gwiazd, to jej orbita ma promień co najmniej 9000 au, a jeden obieg zajmuje 300 tysięcy lat.